# Wrestedt
Wrestedt is een gemeente midden in de Lüneburger Heide in de Duitse deelstaat Nedersaksen. De gemeente maakt deel uit en is zetel van de Samtgemeinde Aue in de Landkreis Uelzen.
Wrestedt is een plaats, die al sinds het eind van de 9e eeuw bestaat. Het plaatsje werd in 1855 door een zeer grote brand geheel verwoest en later herbouwd.

## Geografie
Wrestedt bestaat uit de plaatsen Bollensen, Breitenhees, Drohe, Emern, Esterholz, Gavendorf, Groß Pretzier, Hamborg, Kallenbrock, Klein Bollensen, Klein London, Klein Pretzier, Könau, Kroetze, Kroetzmühle, Lehmke, Nettelkamp, Niendorf II, Nienwohlde, Ostedt, Stadensen, Stederdorf, Wieren en Wrestedt. Deze waren tot aan de gemeentelijke herindeling in Nedersaksen van 1 maart 1974 zelfstandige plaatsen en gingen vervolgens op in de gemeenten Wrestedt, Wieren en Stadensen. Op haar beurt fuseerden deze gemeenten in 2011 tot de gemeente Wrestedt.
In Esterholz, dat 7,5 km ten zuidoosten van Uelzen aan het Elbe-Seitenkanal ligt, staat een grote spaarsluis in dit kanaal.
- Gemeinsame Normdatei: 4398683-3
- MusicBrainz: ecc31aa7-0a87-40e7-80ee-af02b1692687
- Virtual International Authority File: 146722340

Altenmedingen · 
Bad Bevensen · 
Bad Bodenteich · 
Barum · 
Bienenbüttel · 
Ebstorf · 
Eimke · 
Emmendorf · 
Gerdau · 
Hanstedt · 
Himbergen · 
Jelmstorf · 
Lüder · 
Natendorf · 
Oetzen · 
Rätzlingen · 
Römstedt · 
Rosche · 
Schwienau · 
Soltendieck · 
Stoetze · 
Suderburg · 
Suhlendorf · 
Uelzen · 
Weste · 
Wrestedt · 
Wriedel